# Lika Mutal
Lika Mutal (Geldrop, 12 de septiembre de 1939-Lima, 7 de noviembre de 2016) fue una escultora neerlandesa radicada en el Perú desde 1968. Se le consideró una de las mayores exponentes contemporáneas de la escultura en la escena artística peruana gracias a la dualidad característica de su trabajo, de preservar la áspera naturaleza de la piedra y la suavidad de la superficie trabajada. Y por una visión distintiva dada por la influencia de tres culturas diferentes (los Países Bajos, Perú y Nueva York).

## Biografía

### Infancia y juventud
Lika Mutal nació en los Países Bajos en 1939. Fue la tercera de doce hermanos y pasó la mayor parte de su infancia en la ciudad de Bilthoven junto a su numerosa familia. Aunque criada en un ambiente moderadamente católico, la gran cantidad de niños hizo imposible una supervisión paterna constante y, según Mutal, tuvo mayor libertad para seguir sus propias inclinaciones. Lika desarrolló una gran inclinación por la música, pasión que compartía con su madre, una gran pianista y cantante que acostumbraba llenar su casa con las notas de Debussy, Fauré, Schubert y Chopin. Su padre, por otro lado, fue un hombre enérgico con un gran gusto por la pintura al óleo, quien se convertiría en un pintor consumado al final de sus días. Es gracias a esta gran influencia en su formación que siempre se sintió como una artista en sentido general.
Siendo todavía muy joven, Mutal ya había orientado su ambición artística hacia su deseo de convertirse en actriz y hacia otras prácticas como la música y la danza. Pues había planeado asistir a una escuela de teatro tradicional. Sin embargo, tuvo sus inicios en el teatro político, llamado «cabaret» en los Países Bajos por su carácter enérgico y turbulento. No obstante, su vida da un giro cuando conoce a quien sería su esposo (Silvio Mutal) mientras se preparaba para asistir a la escuela de teatro tradicional. Finalmente, se casan en 1962 y en 1964 se mudan a Colombia.

### Formación y carrera
Inicia sus estudios de arte y drama en el Bonifacius College de Utrecht, Países Bajos.
Posteriormente, en 1964, viaja a Colombia y estudia en el taller de David Mansur, en la Facultad de Arte de la Universidad de los Andes, en Bogotá, hasta 1968.
Ese mismo año, se traslada a vivir a Lima, donde el problema del idioma la excluyó del teatro local. Mutal necesitaba expresar su lado artístico, por lo que decide combinar la crianza de cuatro niños con el estudio de escultura en la Escuela de Artes Plásticas de la PUCP, siguiendo las enseñanzas de la maestra Anna Maccagno, quien era directora de la facultad.
Murió víctima de una embolia pulmonar, sus restos fueron cremados y las cenizas entregadas a la familia.

## Obra

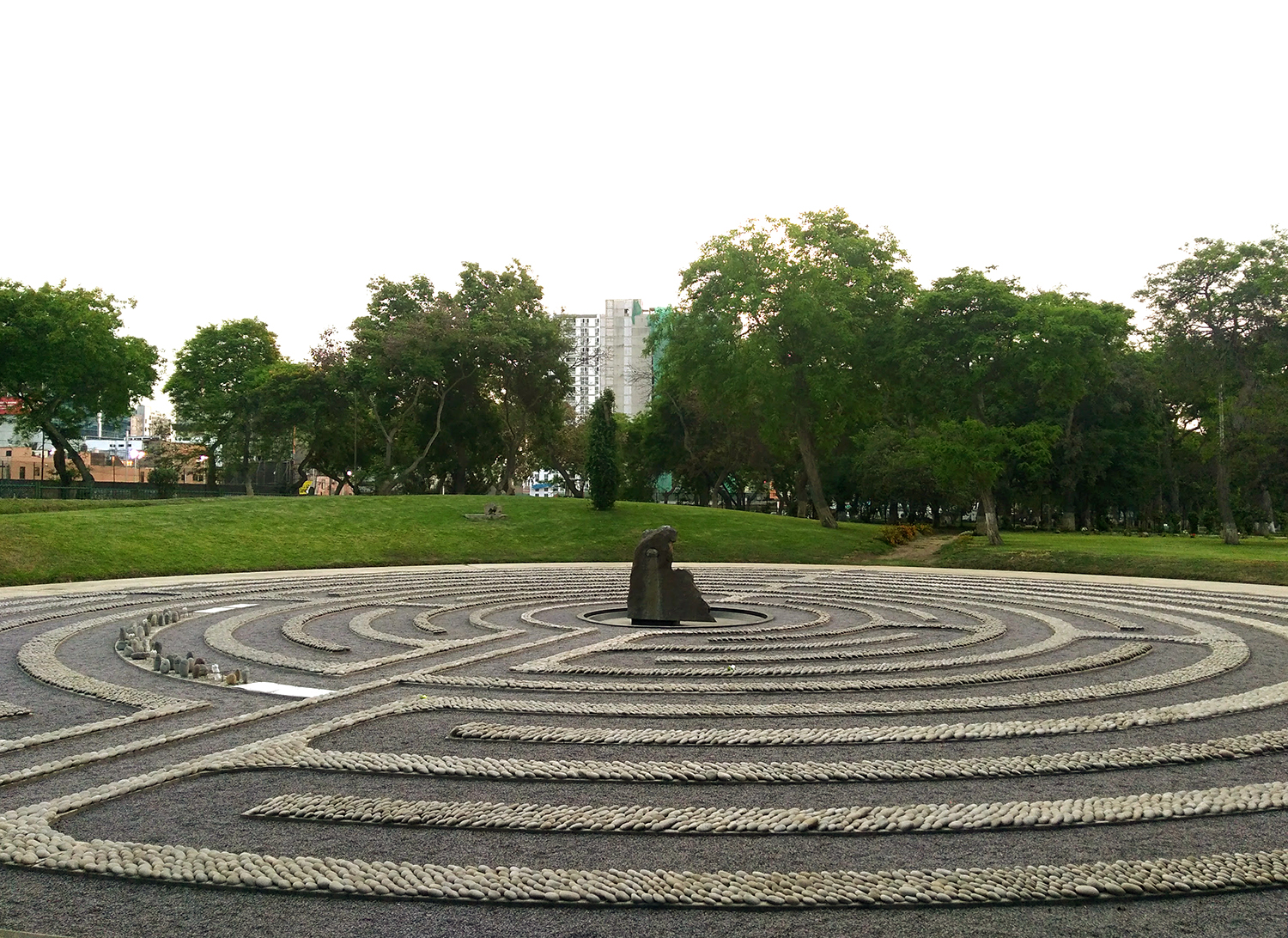
Memorial el Ojo que llora, realizado en 2005 por Lika Mutal, en recuerdo de las víctimas del conflicto armado interno en el Perú (1980-2000). Esta obra fue declarada Patrimonio Cultural del Perú por el Ministerio de Cultura en 2013.

En sus inicios, trabajó en arcilla, madera y acero; pero después de conocer a Juan Arias, un escultor de piedra local que Maccagno trajo para que enseñara técnicas básicas a los alumnos, decidió trabajar solo en piedra. En su primera época, se sentía estimulada por los retos técnicos de la talla. Ella sentía, además, que la piedra era estática y necesitaba que se le diera vida. Así creó obras de gran virtuosismo que completaba con partes móviles, astutas hazañas imposibles con acero, arena y alambre. Su credo era que la piedra se revelaría a sí misma a través de la técnica que usaba para tallarla.

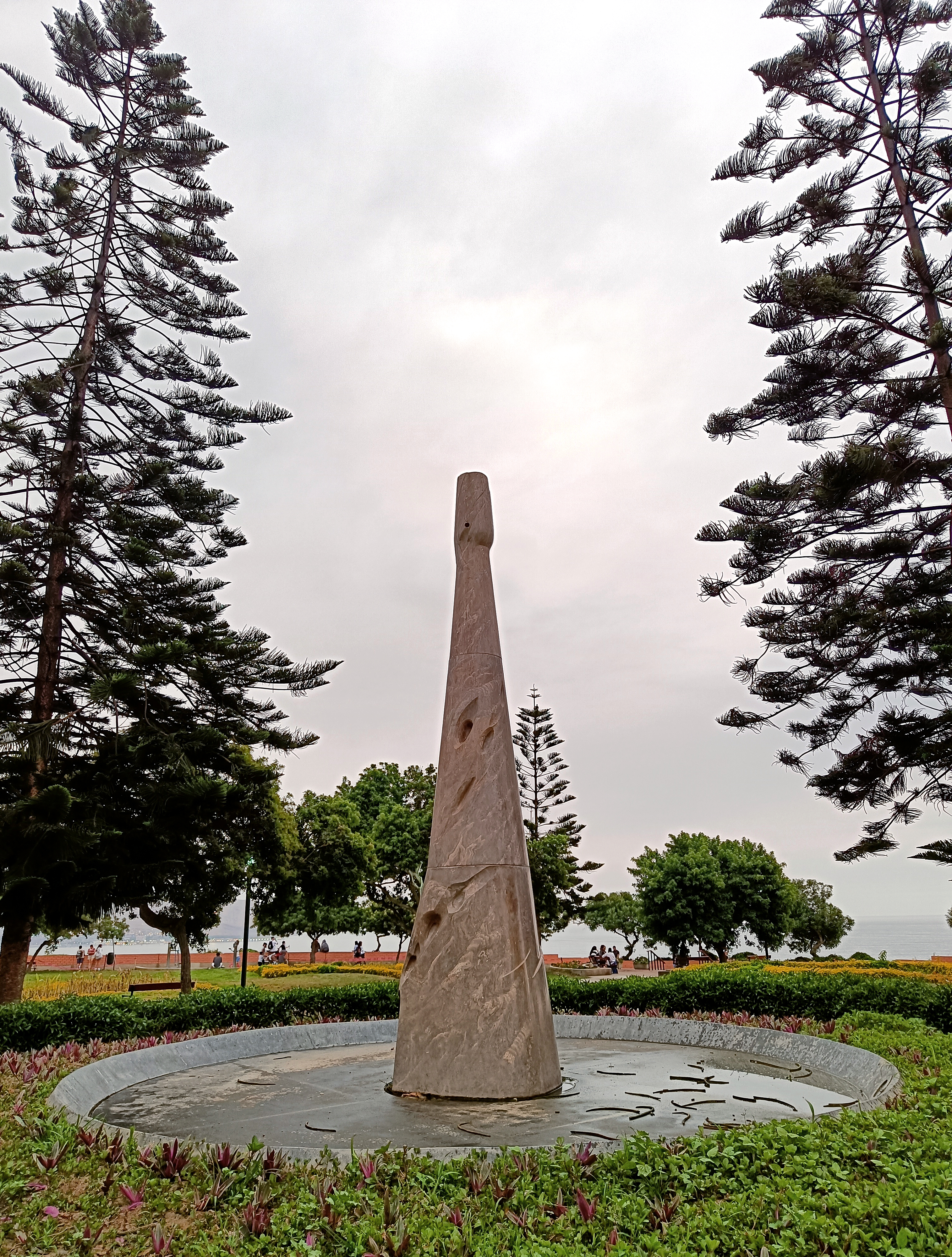
Escultura pública "Rio al Origen" de la artista Lika Mutal.

Arias se convirtió en su amigo y mentor. Con sus ideas ha nutrido la vida de la escultora. La influencia de Arias en su obra se evidencia en las propias palabras de Mutal: «En tres minutos me enseñó lo que ha permanecido conmigo desde entonces: no use guantes, interfiere en su forma de sentir la piedra; mire su trabajo, no su martillo o su cincel; y trabaje por encima o por debajo de su abdomen para proteger sus riñones».
A pesar de tiempo transcurrido, ella aun recurre a él si se encuentra con un problema técnico difícil. Fue él quien la introdujo en la multifacética personalidad de la piedra. Quizá, y más importante aún, fue él quien le enseñó que la piedra está viva.
Según las palabras de Mario Vargas Llosa sobre la obra de Mutal: «Esa extraña alianza de unas formas determinadas por la destreza y fantasía de la artista y del ser intocado de la piedra coexistiendo en el mismo objeto ejerce una intensa seducción».

## Exposiciones individuales
A lo largo de su trayectoria artística ha realizado numerosas exposiciones, entre individuales y colectivas, principalmente en Europa, Latinoamérica y Japón. Entre las más importantes podemos encontrar:
- 1997: Pieza de granito negro de 2.10 m para el Club Empresarial de Lima, San Isidro, Lima.
- 2005: «El ojo que llora», obra de arte interactiva que realiza la memoria a las víctimas del terrorismo en Perú.
- 2015: «El espejo de piedra», Lika Mutal, MAC (Museo de Arte Contemporáneo de Lima). La exposición está compuesta por quince esculturas, nueve telas y ocho fotografías, que relatan el encuentro de la artista con una piedra en el desierto y cómo a través de una serie de sincronicidades, va generando un camino que la artista inició al trabajar en piedra en 1970.[4] Reúne obras concebidas en el período 2007-2014.[5]

### Instalaciones públicas
- Ciudad de Utrecht, Países Bajos
- Grand Cypress Resort, Orlando, Florida, EE. UU.
- Organización de los Estados Americanos, Washington, EE. UU.
- TransPotomac Canal Center, Alexandria
- Queens Center Yokohama, Japón
- Faret Tachikawa, Tokio, Japón
- 2003-2006: El Ojo que llora, Campo de Marte, Jesús María, Lima, Perú
- ECHO, distrito de Magdalena, Lima, Perú

## Premios y distinciones
- En 1992 recibió el Premio Excellent Maquette, en la Bienal de Fujisankei, Japón.
- En 1994 ganó el Premio del Museo Royal Ueno en la Bienal de Fujisankei, Japón.
- En 1996 se le dedica un libro con fotografías de David Finn (reconocido como uno de los más famosos fotógrafos de escultura en el mundo).